# Acrocercops auricilla
Acrocercops auricilla là một loài bướm đêm thuộc họ Gracillariidae. Nó được tìm thấy ở Tây Bengal, Ấn Độ. Ấu trùng ăn Swietenia mahagoni.